# Guðrún Eva Mínervudóttir
Guðrún Eva Mínervudóttir (født 17. marts 1976) er en islandsk forfatter. Hun har studeret filosofi på Islands Universitet og debuterede i 1998 som forfatter og er siden blevet oversat til bl.a. engelsk, tysk, fransk og italiensk.
I 2000 blev hun første gang nomineret til den islandske litteraturpris for romanen Fyrirlestur um hamingjuna ("Forelæsning om lykken", ikke oversat til dansk). I 2012 vandt hun prisen for romanen Allt með kossi vekur ("Alting bliver vækket af et kys", ikke oversat til dansk). I 2006 modtog hun avisen DVs kulturpris for romanen Yosoy. I 2021 var romanen Veje til at overleve nomineret til Nordisk Råds Litteraturpris.
Guðrún Eva Mínervudóttir bor i Reykjavik med sin datter.